# Agriotherium
Agriotherium (Wagner, 1837) è un genere estinto di orsi, vissuto dal Miocene all'inizio del Pleistocene (tra 11,6 e 2,5 milioni). Fossili di A. africanum indicano che questa specie sia sopravvissuta fino al Gelasiano.
I resti si sono ritrovati in Francia, Italia, Myanmar, Cina e Sudafrica. È l'unico urside che risulta aver colonizzato l'Africa subsahariana.

## Dimensioni
A. africanum aveva una lunghezza di circa 2 m e un peso che secondo alcuni autori poteva raggiungere i 750 kg, cioè più degli attuali orsi; altri autori riportano stime più contenute con un peso compreso tra 317 e 540 kg.

## Abitudini alimentari
L'analisi dei denti, delle mascelle e il tipo di usura dentaria indica che Agriotherium era un animale onnivoro che si nutriva anche di vegetali. La dentatura non mostra un adattamento a una dieta completamente carnivora, ma l'analisi isotopica suggerisce che si nutrisse di un quantitativo notevole di carne animale, in modo analogo al moderno orso bruno.
Studi dello scheletro, incluso il confronto con Hemicyon ursinus, un orso fossile comunemente ritenuto un predatore, mostrano che Agriotherium non aveva una robustezza degli arti e la velocità necessaria per una caccia di predazione attiva, e che doveva ricorrere quindi agli agguati o nutrirsi di animali già morti. Doveva quindi avere una dieta mista che includeva vegetali, frutta e invertebrati, oltre a utilizzare le grandi dimensioni e la forza per scacciare i concorrenti dalle carcasse per procacciarsi la carne e il midollo osseo.